# Produs vectorial
Acest articol se referă la produsul vectorial a doi vectori. Pentru concepte similare, vedeți Produs (dezambiguizare).

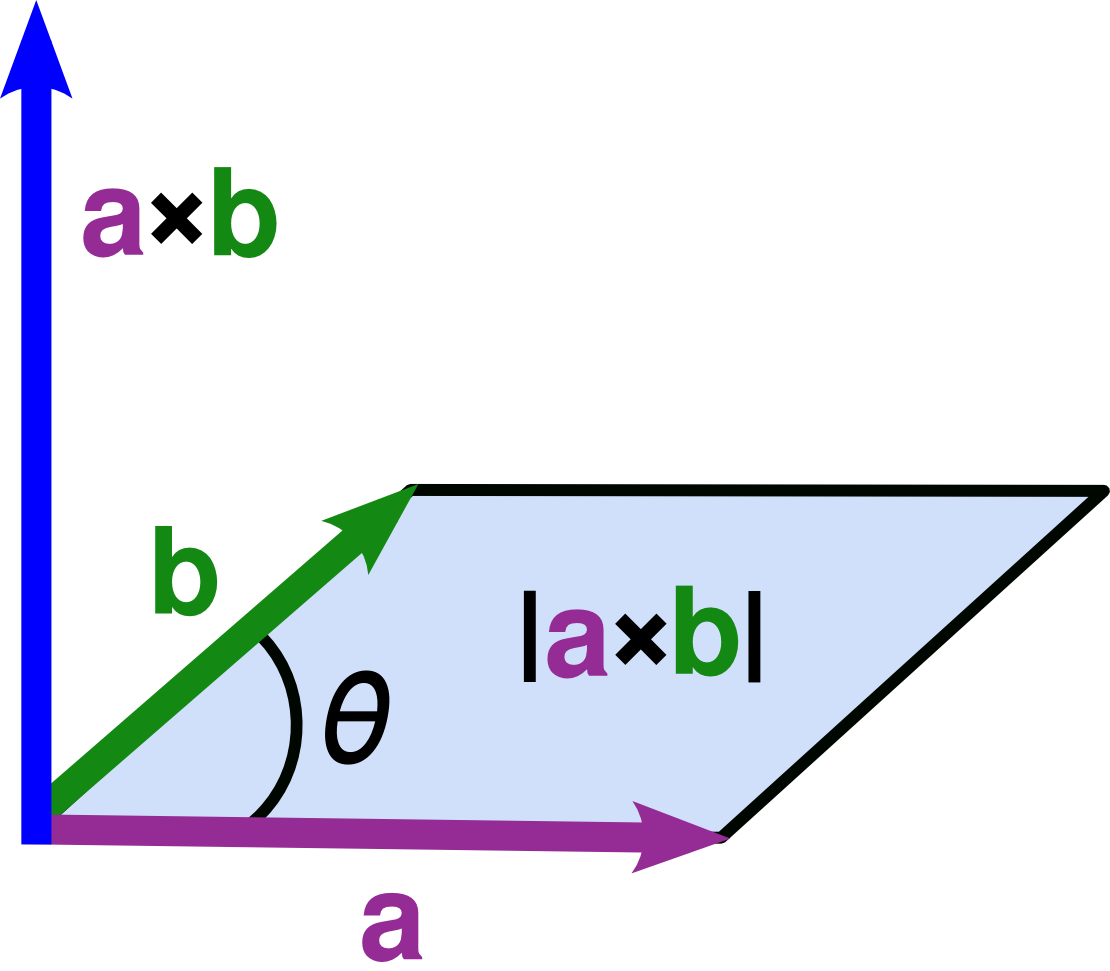
Aria unui paralelogram este corespondentul grafic al valorii scalare a unui produs vectorial a doi vectori.

Produsul vectorial a doi vectori {\displaystyle {\vec {a}}\times {\vec {b}}} este o operație binară a doi vectori {\displaystyle {\vec {a}}} și {\displaystyle {\vec {b}}} într-un spațiu euclidian tridimensional (vedeți spațiu euclidian) în urma căreia rezultă un alt vector {\displaystyle {\vec {c}}} care este perpendicular pe planul celor doi vectori inițiali iar modulul vectorului {\displaystyle {\vec {c}}} corespunde ariei paralelogramului cu laturile  {\displaystyle {\vec {a}}} și {\displaystyle {\vec {b}}}.  Prin comparație, produsul scalar a doi vectori produce un rezultat care este un scalar.
Noțiunea se datorează lui William Rowan Hamilton și Hermann Grassmann .
În cazul multor abordări din fizică și inginerie, este foarte practic să se descrie un fenomen printr-o mărime fizică produs vectorial a doi vectori.  Această operație este cunoscută și ca produsul vectorial Gibbs, după numele lui fizicianului și matematicianului american Josiah Willard Gibbs, fondator pentru analiza vectorială. Rezultatul produsului vectorial este un pseudovector.

Aflarea direcției vectorului care este rezultatul produsului vectorial cu ajutorul regulii mâinii drepte

## Definiție
Fie vectorii  {\displaystyle {\vec {a}},{\vec {b}}\in {\mathcal {V}}_{3}}  și  {\displaystyle \varphi \in [0,\pi ]}  unghiul dintre aceștia dacă  {\displaystyle {\vec {a}},{\vec {b}}\in {\mathcal {V}}_{3}\setminus \{{\vec {0}}\}.} 
Dacă vectorii sunt exprimați prin intermediul componentelor scalare înmulțite cu versorii axelor Ox, Oy, Oz
{\displaystyle {\vec {a}}=a_{1}{\vec {i}}+a_{2}{\vec {j}}+a_{3}{\vec {k}},\;\;{\vec {b}}=b_{1}{\vec {i}}+b_{2}{\vec {j}}+b_{3}{\vec {k}},}
atunci produsul vectorial este definit prin următoarea expresia analitică (în care apar doar produsele componentelor corespunzătoare versorilor diferiți):
{\displaystyle {\vec {a}}\times {\vec {b}}=(a_{2}b_{3}-a_{3}b_{2}){\vec {i}}-(a_{3}b_{1}-a_{1}b_{3}){\vec {j}}+(a_{1}b_{2}-a_{2}b_{1}){\vec {k}}=}
{\displaystyle ={\begin{vmatrix}{\vec {i}}&{\vec {j}}&{\vec {k}}\\a_{1}&a_{2}&a_{3}\\b_{1}&b_{2}&b_{3}\end{vmatrix}};} 
Prin definiție pentru vectorii coliniari produsul vectorial are valoarea zero.
Pentru cazul simplificat al vectorilor plani (cu componentele corespunzătoare axei Oz nule) expresia analitică a produsului vectorial indică prezența în acesta doar a unei singure componente scalare nenule, corespunzătoare axei Oz sau echivalent, necoplanaritatea produsului vectorial cu termenii săi. Necoplanaritatea este mai ușor de sesizat în această situație simplificată.
Modulul produsul vectorial în funcție de modulele vectorilor individuali  {\displaystyle {\vec {a}},{\vec {b}}}  este dat de următoarele expresii: 
{\displaystyle {\vec {a}}\times {\vec {b}}={\begin{cases}\|{\vec {a}}\|\cdot \|{\vec {b}}\|\cdot \sin \varphi \cdot {\vec {e}},&dac{\breve {a}}\;{\vec {a}}\;{\underset {,}{s}}i\;{\vec {b}}\;sunt\;necoliniari\\\;0\;\;,&dac{\breve {a}}\;{\vec {a}}\;{\underset {,}{s}}i\;{\vec {b}}\;sunt\;coliniari\end{cases}}}
unde  {\displaystyle {\vec {e}}}  este un versor perpendicular pe planul determinat de  {\displaystyle {\vec {a}}}  și  {\displaystyle {\vec {b}}}  având aceeași origine și orientat după regula burghiului și anume în sensul de înaintare a unui burghiu când  {\displaystyle {\vec {a}}}  se rotește către  {\displaystyle {\vec {b}}} .

## Proprietăți
Produsul vectorial are proprietățile:
- {\displaystyle {\vec {a}}\times {\vec {b}}=-({\vec {b}}\times {\vec {a}}),\;(\forall ){\vec {a}},{\vec {b}}\in {\mathcal {V}}_{3};}  (anticomutativitate)

- {\displaystyle \lambda ({\vec {a}}\times {\vec {b}})=\lambda {\vec {a}}\times {\vec {b}}={\vec {a}}\times \lambda {\vec {b}},\;(\forall )\lambda \in \mathbb {R} ,\;{\vec {a}},{\vec {b}}\in {\mathcal {V}}_{3}.}

- {\displaystyle ({\vec {a}}+{\vec {b}})\times {\vec {c}}={\vec {a}}\times {\vec {c}}+{\vec {b}}\times {\vec {c}},\;(\forall ){\vec {a}},{\vec {b}},{\vec {c}}\in {\mathcal {V}}_{3};}  (distributivitate față de adunarea vectorilor)

- {\displaystyle {\vec {a}}\times {\vec {a}}={\vec {0}},\;(\forall ){\vec {a}}\in {\mathcal {V}}_{3};}

- {\displaystyle \|{\vec {a}}\times {\vec {b}}\|^{2}=\|{\vec {a}}\|^{2}\cdot \|{\vec {b}}\|^{2}-({\vec {a}}\cdot {\vec {b}})^{2};}  (identitatea lui Lagrange)

## Utilizabilitate în geometrie
Modulul produsului vectorial a doi vectori {\displaystyle \|{\vec {a}}\times {\vec {b}}\|}  este aria paralelogramului construit pe suporturile celor doi vectori  {\displaystyle {\vec {a}}}  și  {\displaystyle {\vec {b}}}  având același punct de aplicație.
Aria unui triunghi  {\displaystyle ABC}  este jumătatea ariei paralelogramului in care poate fi încadrat considerând una din laturile triunghiului o diagonală a paralelogramului și celelalte ca laturi ale paralelogramului:
{\displaystyle A_{\vartriangle ABC}={\frac {1}{2}}\cdot \|{\overrightarrow {AB}}\times {\overrightarrow {AC}}\|.}
Se poate folosi și la demonstrarea proprietăților coplanaritate și coliniaritate.